# Galatro
Galatro (tiếng Hy Lạp: Galotyrion) là một đô thị ở tỉnh Reggio Calabria trong vùng Calabria, Ý, có cự ly khoảng 60 km về phía tây nam của Catanzaro và khoảng 60 km về phía đông bắc của Reggio Calabria. Tại thời điểm ngày 31 tháng 12 năm 2004, đô thị này có dân số 2.077 người và diện tích là 50,5 km².
Galatro giáp các đô thị: Fabrizia, Feroleto della Chiesa, Giffone, Grotteria, Laureana di Borrello, Mammola, Maropati, San Pietro di Caridà.